# Plistospilota validissima
Plistospilota validissima es una especie de mantis de la familia Mantidae.

## Distribución geográfica
Se encuentra en Costa de Marfil, Gabón, Ghana,  Camerún, Congo y Liberia.